# Clarmont
Clarmont es una comuna suiza del cantón de Vaud, situada en el distrito de Morges. Limita al norte y este con la comuna de Echichens, al sureste con Vaux-sur-Morges, al suroeste con Reverolle, y al oeste con Apples.
Hasta el 31 de diciembre de 2007 la comuna formó parte del distrito de Morges, círculo de Colombier.